# Brieuil-sur-Chizé
Brieuil-sur-Chizé är en kommun i departementet Deux-Sèvres i regionen Nouvelle-Aquitaine i västra Frankrike. Kommunen ligger i kantonen Brioux-sur-Boutonne som tillhör arrondissementet Niort. År 2022 hade Brieuil-sur-Chizé 99 invånare.

## Befolkningsutveckling
Antalet invånare i kommunen Brieuil-sur-Chizé
| Referens: INSEE |